# Khuan Don (huyện)
Khuan Don (tiếng Thái: ควนโดน) là một huyện (amphoe) của tỉnh Satun, miền nam Thái Lan.

## Lịch sử
Tên cũ của Khuan Don là Duson (ดุสน), một tên có gốc Mã Lai, Dusun (Jawi: دوسون).
Khuan Don đã là một tiểu huyện (king amphoe) trước khi được sáp nhập vào Mueang Satun. Ngày 1 tháng 2 năm 1977, chính quyền đã tách tambon Khuan Don và Khuan Sato để tái lập một tiểu huyện. Đơn vị này đã được nâng cấp thành huyện ngày 1 tháng 1 năm 1988.

## Địa lý
Các huyện giáp ranh (từ phía nam theo chiều kim đồng hồ) là: Mueang Satun, Tha Phae và Khuan Kalong of Satun Province, Sadao của tỉnh Songkhla, và bang Perlis của Malaysia.
Huyện này nằm ở khu vực biên giới Malaysia-Thái Lan. Cửa khẩu biên giới nằm ở Wang Prachan (Satun, Thái Lan) - Wang Kelian (Perlis, Malaysia).
Nguồn nước quan trọng ở huyện này là sông Duson (Sungai Dusun trong tiếng Mã Lai, tên gốc của sông này). Khu vực gần biên giới thuộc Vườn quốc gia Thale Ban.

## Hành chính
Huyện này được chia thành 4 phó huyện (tambon), các đơn vị này lại được chia ra thành 30 làng (muban). Đô thị phó huyện (thesaban tambon) Khuan Don nằm trên một phần của tambon Khuan Don, Khuan Sato và Yan Sue. Có 4 Tổ chức hành chính tambon Quản lý các khu vực phi thành thị.
| STT. | Tên          | Tên Thái | Số làng | Dân số |  |
| 1.   | Khuan Don    | ควนโดน   | 9       | 8.478  |  |
| 2.   | Khuan Sato   | ควนสตอ   | 10      | 7.374  |  |
| 3.   | Yan Sue      | ย่านซื่อ    | 7       | 4.395  |  |
| 4.   | Wang Prachan | วังประจัน  | 4       | 2.305  |  |